# 1958年のイギリスサルーンカー選手権
1958年のイギリスサルーンカー選手権 (1958 BRSCC British Saloon Car Championship) は、イギリスサルーンカー選手権の初のシーズン。シリーズは1200cc以下、1201-1600cc、1601-2700cc、2701cc以上の4つのクラスで行われた。各クラスに同様の選手権ポイントが与えられ、それは全てのドライバーが勝利無しでシリーズ優勝できることを意味した。シリーズの初戦は実際には1957年12月26日にブランズ・ハッチで開催された。1958年シーズンの最終戦はブランズ・ハッチに戻って10月5日に開催された。
ジャック・シアーズとトミー・ソッピースは同ポイントで最終戦を終えた。当初はコイントスでチャンピオンを決定することが提案されたが、これは両者にとって承服できない物であった。そこでマーカス・チェンバースが所有する2台のライリー・ワン・ポイント・ファイブで5ラップの競走を行うこととした。公平に競うために両者は5ラップを走らせた後にお互いの車を交換して再び5ラップの競走を行い、タイムの合計でチャンピオンを争うこととした。路面は非常に濡れた状態であったが、初戦は2.2秒差でソッピースが勝利した。2戦目はシアーズが3.8秒差で勝利した。この結果、シアーズが初代BSCCチャンピオンとなった。

## 開催カレンダーと優勝者

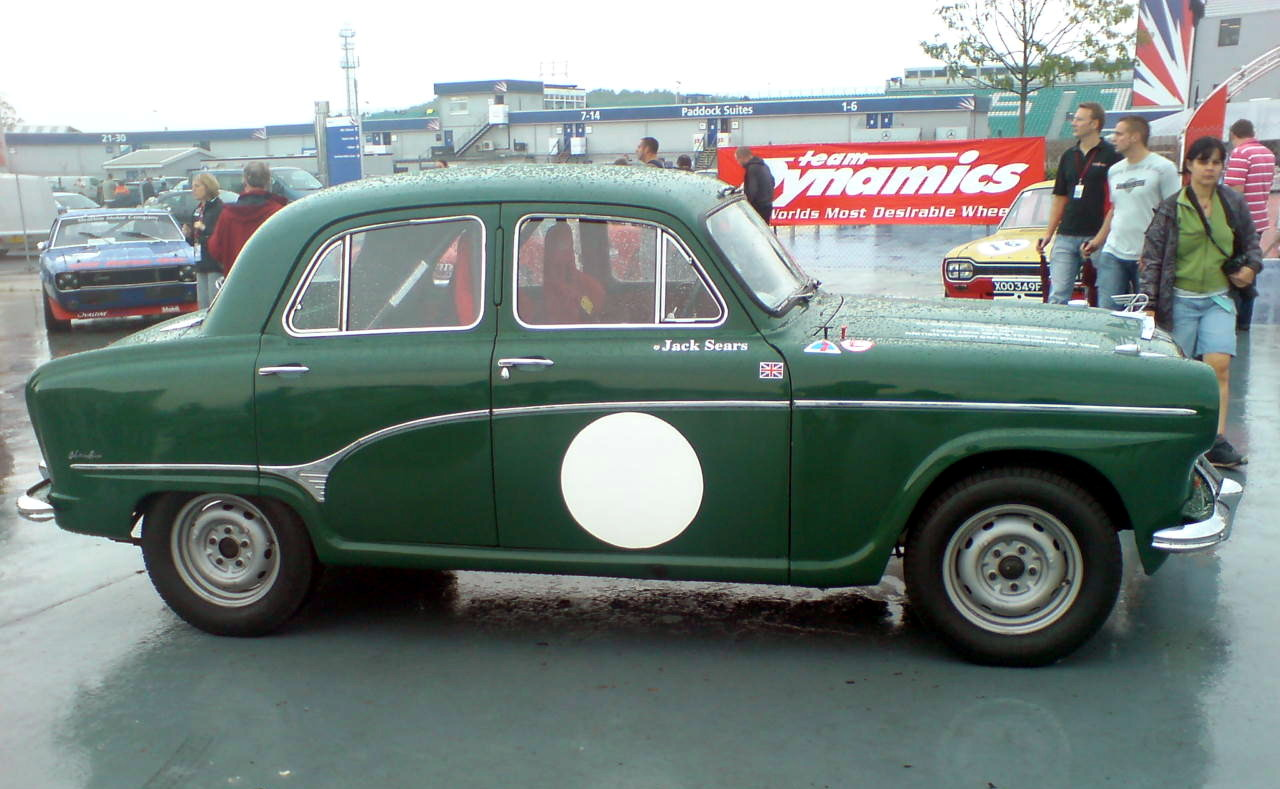
オースチン・A105をドライブするジャック・シアーズが1958年のタイトルを獲得した。

複数クラスの混走による総合優勝者は太字
| ラウンド | ラウンド | サーキット                                     | 開催日   | クラス A 優勝者            | クラス B 優勝者      | クラス C 優勝者       | クラス D 優勝者       |
| -------- | -------- | ---------------------------------------------- | -------- | -------------------------- | -------------------- | --------------------- | --------------------- |
| 1        | A        | ブランズ・ハッチ                               | 4月7日   | ジョン・スプリンゼル       | 開催せず             | ジャック・シアーズ    | 開催せず              |
| 1        | B        | ブランズ・ハッチ                               | 4月7日   | 開催せず                   | アラン・フォスター   | 開催せず              | トミー・ソッピース    |
| NC       | NC       | エイントリー・モーターレーシング・サーキット   | 4月19日  | 不明                       | アラン・フォスター   | ピーター・ブロンド    | ガウェイン・ベイリー  |
| 2        | A        | ブランズ・ハッチ                               | 4月20日  | ジョン・スプリンゼル       | 開催せず             | 開催せず              | 開催せず              |
| 2        | B        | ブランズ・ハッチ                               | 4月20日  | 開催せず                   | トミー・ブリッジャー | 開催せず              | 開催せず              |
| 2        | C        | ブランズ・ハッチ                               | 4月20日  | 開催せず                   | 開催せず             | ジャック・シアーズ    | トミー・ソッピース    |
| NC       | NC       | シルバーストン・サーキット                     | 5月3日   | グラハム・ヒル             | レス・レストン       | ジェフ・アーレン      | マイク・ホーソーン    |
| 3        | A        | マロリー・パーク                               | 5月11日  | ジョン・スプリンゼル       | 開催せず             | 開催せず              | 開催せず              |
| 3        | B        | マロリー・パーク                               | 5月11日  | 開催せず                   | レス・レストン       | ジェフ・アーレン      | ガウェイン・ベイリー  |
| 4        | A        | ブランズ・ハッチ                               | 5月18日  | ジョン・スプリンゼル       | 開催せず             | 開催せず              | 開催せず              |
| 4        | B        | ブランズ・ハッチ                               | 5月18日  | 開催せず                   | トミー・ブリッジャー | ジャック・シアーズ    | トミー・ソッピース    |
| NC       | NC       | グッドウッド・サーキット                       | 5月26日  | ジョン・スプリンゼル       | バーニー・エバリー   | ダンカン・ハミルトン1 | ダンカン・ハミルトン1 |
| 5        | A        | ブランズ・ハッチ                               | 6月8日   | ジョン・スプリンゼル       | 開催せず             | 開催せず              | 開催せず              |
| 5        | B        | ブランズ・ハッチ                               | 6月8日   | 開催せず                   | トミー・ブリッジャー | ジャック・シアーズ    | トミー・ソッピース    |
| NC       | NC       | スネッタートン・モーターレーシング・サーキット | 6月29日  | ジョン・スプリンゼル       | レス・レストン       | エドガー・ワズワース  | トミー・ソッピース    |
| 6        | 6        | クリスタル・パレス                             | 7月5日   | ジョージ「ドク」シェパード | アラン・フォスター   | ジェフ・アーレン      | トミー・ソッピース    |
| NC       | NC       | シルバーストン・サーキット                     | 7月19日  | ボブ・ジェラード           | レス・レストン       | ジャック・シアーズ    | ウォルト・ハンスゲン  |
| 7        | 7        | ブランズ・ハッチ                               | 8月4日   | ジョン・スプリンゼル       | アラン・フォスター   | ジャック・シアーズ    | トミー・ソッピース    |
| 8        | 8        | ブランズ・ハッチ                               | 8月30日  | ジョージ「ドク」シェパード | レス・レストン       | ジャック・シアーズ    | トミー・ソッピース    |
| 9        | 9        | ブランズ・ハッチ                               | 10月5日  | ジョージ「ドク」シェパード | レス・レストン       | ジャック・シアーズ    | トミー・ソッピース    |
| NC       | NC       | ブランズ・ハッチ                               | 12月26日 | ジョージ「ドク」シェパード | レス・レストン       | ジェフ・アーレン      | ガウェイン・ベイリー  |

1クラス混走

## 選手権結果
| ドライバーズランキング | ドライバーズランキング | ドライバーズランキング                   | ドライバーズランキング | ドライバーズランキング | ドライバーズランキング |
| 順位                   | ドライバー             | 車両                                     | チーム                 | クラス                 | ポイント               |
| ---------------------- | ---------------------- | ---------------------------------------- | ---------------------- | ---------------------- | ---------------------- |
| 1                      | ジャック・シアーズ     | オースチン・A105                         | ジャック・シアーズ     | C                      | 48                     |
| 2                      | トミー・ソッピース     | ジャガー・3.4リッター                    | エキップ・エンデバー   | D                      | 48                     |
| 3                      | ジョン・スプリンゼル   | オースチン・A35                          | チーム・スピードウェル | A                      | 47                     |
| 4                      | ドク・シェパード       | オースチン・A35                          | チーム・スピードウェル | A                      | 41                     |
| 5                      | アラン・フォスター     | MG・マグネット                           | ディック・ジェイコブズ | B                      | 40                     |
| 6                      | ジェフ・アーレン       | ジャガー・3.4リッター フォード・ゼファー | ジェフ・アーレン       | C                      | 36                     |

## 参照
1. ↑  “アーカイブされたコピー”. 2013年7月23日時点のオリジナルよりアーカイブ。2009年12月1日閲覧。
2. ↑  “アーカイブされたコピー”. 2013年10月29日時点のオリジナルよりアーカイブ。2009年12月1日閲覧。 Official BTCC 1958 standings.
3. ↑  http://homepage.mac.com/frank_de_jong/Pages/1958%20BSCC.html（左記オリジナルURLの2007.9.21時点のアーカイブ）
4. ↑  “アーカイブされたコピー”. 2013年7月23日時点のオリジナルよりアーカイブ。2009年12月1日閲覧。 Official BTCC history page